# Beth Chatto

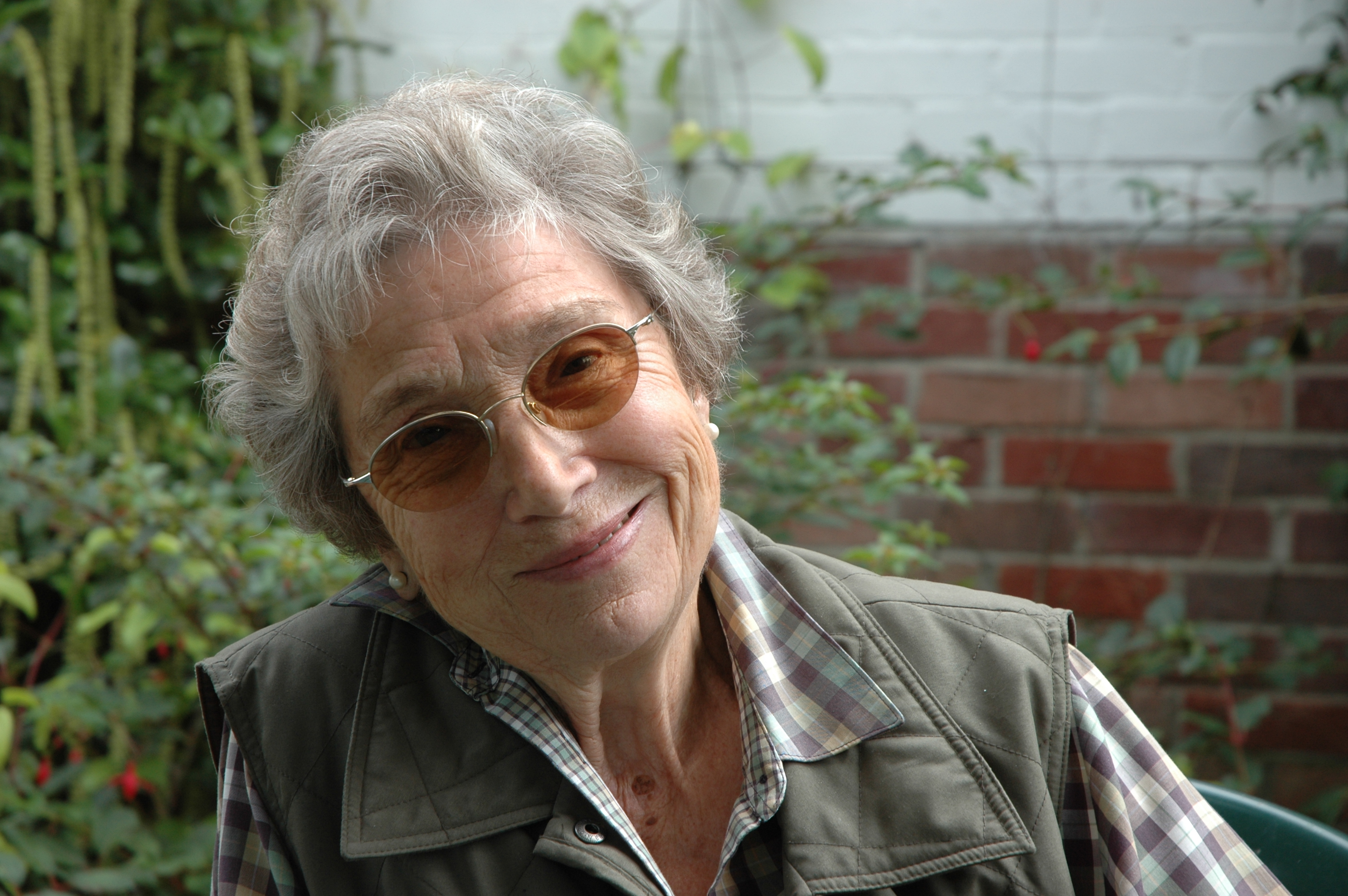
Beth Chatto

Beth Chatto OBE VMH (* 27. Juni 1923 in  Good Easter, Essex als Beth Little; † 13. Mai 2018) war eine britische Gärtnereibesitzerin.

## Leben
Chatto wurde 1923 als Tochter eines Dorfpolizisten geboren, sie hatte zwei Brüder. Sie verbrachte ihre Kindheit in Great Chesterfield in Essex, bevor die Familie nach Elmstead Market umzog. Bereits als Kind betreute sie ein Stückchen Land im Garten ihrer Eltern. Sie besuchte die Colchester County High School for Girls und wurde dann als Lehrerin ausgebildet. Chatto war Mitglied im Colchester Flower Club, wo sie lernte, Schnittblumen zusammenzustellen. Chatto interessierte sich auch für die Pflanzen der heimischen Salzwiesen. So lernte sie Andrew Chatto (* 1909), einen Obstgärtner aus Radlett in Hertfordshire, der eine Zeitlang in den USA  (Laguna Beach, Kalifornien) gelebt hatte, kennen. Er stammte aus einer Londoner Verlegerfamilie (sein Vater Andrew Chatto (1841–1913) hatte 1873 den Verlag Chatto and Windus, der aus 1855 begründeten Druckerei von John Camden Hotten erwuchs) gegründet. Sie heirateten 1943. Andrew Chatto war sehr an Pflanzenökologie interessiert und obwohl er nie zum Thema publiziert hatte, sammelte er zahlreiche Daten zu ausgewählten Ökozonen, wozu er auch russische Literatur einsah. Er war stark durch die deutsche Pflanzensoziologie beeinflusst. Sein Archiv ist heute, mit Hilfe des Gartenautors Noel Kingsbury, der Hardy Plant Society und zahlreicher Freiwilliger im Internet einsehbar.
Das Ehepaar lebte zunächst in Colchester im Hause von Andrews Eltern. 1960 erbaute die Familie den modernen Bungalow White Barn House auf einer Brache in Andrew Chattos Obstgärtnerei und zog von Colchester nach Elmstead Market. Die Farm liegt an der Straße nach Clacton. Chatto half in der Gärtnerei ihres Gatten mit. Mit Hilfe von Andrew Chatto begann sie, einen Garten um das Haus anzulegen. Nur die alten Eichen blieben erhalten, alles andere wurde umgestaltet. So beseitigte Chatto alte Feldwälle mit einem Bulldozer, um Platz für Zierpflanzen zu erhalten, und planierte einen Dachsbau, um 1960 ihren „Mittelmeergarten“ anzulegen. Da die Obstplantage ihres Gatten wenig Gewinn abwarf, musste sich Beth Chatto nach einer anderen Einkommensquelle umsehen und gründete daher 1967 eine Zierpflanzenhandlung namens „Unusual Plants“, die auf Stauden spezialisiert war. Dabei konnte sie ihre Beziehungen zu Helene von Stein-Zeppelin in Laufen in Baden nutzen, die sie mit in England nicht erhältlichen Pflanzen versorgte. Der Maler Cedric Morris machte sie mit vielen ungewöhnlichen Pflanzenarten bekannt und gab ihr Ableger von Pflanzen, die er auf seinen zahlreichen Mittelmeereisen gesammelt oder gezüchtet hatte. 1987 gewann sie ihre letzte Goldmedaille auf der Chelsea Flower Show.
Die Obstgärtnerei, die nie gute Erträge abgeworfen hatte, wurde 1970 geschlossen, und das Land verkauft, danach lebte die Familie von der Zierpflanzengärtnerei.
Beth Chatto verfasste zahlreiche Bücher über die Anlage von Ziergärten in „Problemlage“ (trocken, feucht, schattig) und unternahm ab 1983 internationale Vortragsreisen, teilweise zusammen mit Christopher Lloyd, nach Australien, Kanada und den USA. Sie reiste außerdem nach Marokko und Südafrika.
Beth Chatto war auch an Musik interessiert, mit Christopher Lloyd besuchte sie Opern im exklusiven Glyndebourne. Chatto stellte ihre Pflanzenarrangements auf Ausstellungen der Royal Horticultural Society aus, ihr erster Stand wurde jedoch fast abgelehnt, da er zu viele Unkräuter darbot.
Ihr Gatte verstarb 1999 nach langer Krankheit, er litt an einem Lungenemphysem. Das Ehepaar hatte zwei Töchter, Diana und Mary.

## Garten

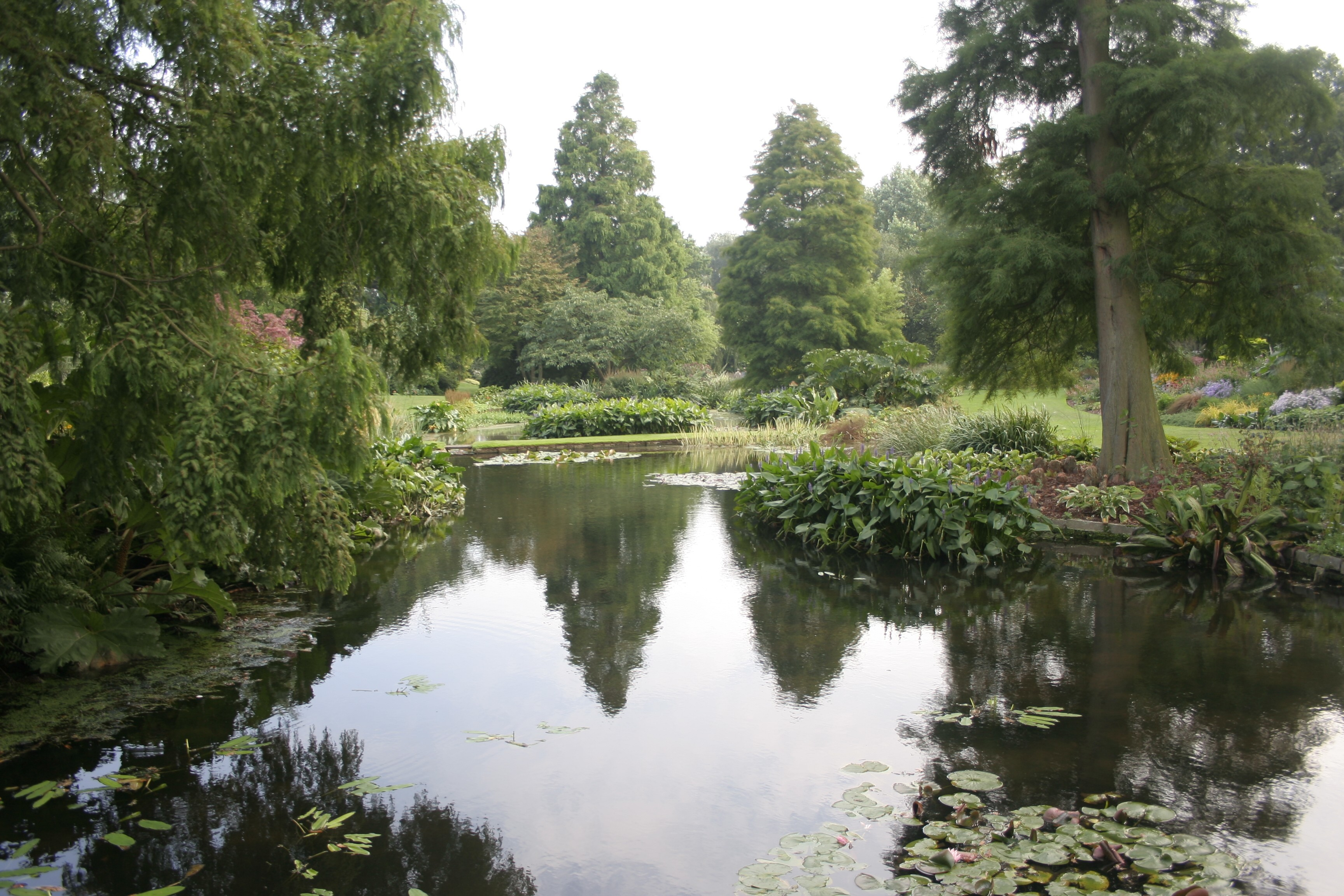
Beth Chatto-Garden in Elmstead Market, Essex

Der Garten Chattos befindet sich in Elmstead Market bei Colchester in Essex, einer für englische Verhältnisse sehr trockenen Gegend mit durchschnittlich 510 mm Niederschlag im Jahr und starken Ostwinden. Er liegt auf einer Endmoräne, der Boden besteht aus Schotter, Sand und Geschiebelehm mit eingelagerter Kreide.
Auf dem Gelände befand sich auch ein Stück Marschland mit Quellen. Chatto gestaltete den Entwässerungsgraben zu vier viereckigen Teichen, die mit Sumpfpflanzen umgeben sind. Hier liegt heute der Sumpfgarten. Hier wachsen unter anderem Gunnera, rosa Zier-Knöteriche (Persicaria bistorta), Hechtkräuter, Bambus, Farne und Sumpfzypressen sowie zahlreiche grellbunte Primel-Hybriden. Die in England sehr populären japanischen Funkien in ihren unterschiedlichen, oft panaschierten Varietäten werden üppig eingesetzt.
Nach dem großen Sturm von 1987 legte Chatto im Schatten von Eichen 1989 einen Waldgarten an. Hier wachsen Schneeglöckchen, Osterglocken und zahlreiche hybride Christrosen in zahlreichen Pasteltönen. Im Frühjahr bringen rote und gelbe Kaiserkronen etwas Farbe in die flache Landschaft.
Ein Artikel von Graham Rose in der Sunday Times machte Chattos Trockengarten in ganz Großbritannien bekannt und führte 1978 zur Publikation ihres Buches The dry Garden. Der berühmte Kiesgarten sollte den englischen Gartenenthusiasten nach dem „Dürrejahr“ 1976 demonstrieren, dass ein Garten auch ohne Bewässerung auskommen konnte. Chatto bepflanzte im Winter 1991 die ehemalige Zufahrt zu ihrem Haus und den unbefestigten Parkplatz mit Pflanzen aus mediterranen und Steppengegenden, nachdem sie ein neues Landstück für einen anderen Parkplatz erworben hatte. Eine Hecke aus Leyland-Zypressen bot Schutz gegen den Wind. Der Untergrund bestand aus Kies, war jedoch mit Humus verbessert worden, als Chatto hier in den 1960er Jahren ihre 90 m langen „Langen Rabatten“ nach dem Vorbild von Gertrude Jekyll angelegt hatte. Die Umrisse der Beete folgten dem damals populären Prinzip der „Inselbeete“ und waren mit Hilfe eines Gartenschlauchs in schwingenden Linien angelegt, die ein ausgetrocknetes Flussbett nachahmen sollten. Chatto mischte trockenheitsresistente Pflanzen aus allen Kontinenten, der Kiesgarten enthält so mexikanische Palmlilien, Schmucklilien aus der Capensis, amerikanische Agaven und australische Eukalyptusbäume. Verschiedene Arten von Zistrosen, Heiligenkraut, Strauchveronika, Zierlauch, Gipskraut, Mannstreu und Wolfsmilch werden besonders häufig eingesetzt. Koniferen wie Zypressen setzen vertikale Akzente, der nordamerikanische Essigbaum sorgt im Herbst für grelle Farben. Seit der Anlage wurde der Garten nicht mehr gewässert, aber gedeiht ausgezeichnet.
Der Einsatz von Kies folgte der Verwendung von Rindenmulch und Stroh, um den Garten pflegeleicht zu halten. Bei der Auswahl von Pflanzen konnte Chatto auf die umfänglichen Studien ihres Gatten zurückgreifen. Wie sie zugibt, folgte sie seinen Ratschlägen jedoch oft nicht.
Seit der Anlage des Kiesgartens registrierte Chatto penibel die täglichen Niederschläge, und ihre Briefe an Christopher Lloyd beschreiben im Detail jeden einzelnen Regenguss. In Deutschland fühlte sie sich jedoch durch das Geräusch eines heftigen Landregens gestört.
Chattos Interesse an Ökologie bedeutete nicht, dass sie auf den Einsatz von Giften oder Torf verzichtete. Für die Rabatten empfiehlt sie die „gründliche“ Anwendung des Entlaubungsmittels 2,4-Dichlorphenoxyessigsäure, diese konnten allerdings verhindern, dass die Pflanzen sich selbst durch Samen vermehrten. Sie empfiehlt Paraquat (in der EU nicht zugelassen) um Rasenflächen zu vernichten, Basamid (in Deutschland nicht zugelassen), um Erde zu „sterilisieren“ und Azulox gegen Farne. Auch nachdem sie zu „ökologischem“ Gartenbau gewechselt war, wurden die Wege noch regelmäßig mit Gift behandelt.
Der Garten ist für zahlende Besucher geöffnet. 2006 eröffnete Chatto ein Café (Tea-Room) auf dem Gelände, wo die Besucher Nippes und Andenken erstehen können. Der wohlgeordnete Gemüsegarten, der nicht öffentlich zugänglich ist, wurde zu einem Zufluchtsort für Chatto.
Zu ihren zahlreichen Angestellten gehört der Obergärtner David Ward, der für die Vermehrung der Pflanzen zuständig ist.
Fergus Garrett arbeitete als Gärtner für Chatto, bevor er nach Great Dixter zu Christopher Lloyd überwechselte, der ihm mehr gestalterischen Spielraum gewährte. Heute wird die Gärtnerei durch Chattos Enkelin Julia Boulton geleitet.

## Stil
Chatto lehnte pflegeintensive Rasenflächen ab. Ihre Gärten kommen, bis auf die Teiche, weitgehend ohne feste Installationen aus, sie sind durch die Anordnung der Pflanzen geprägt. Akzentpflanzen wie Agave americana, Kerzen-Palmlilie oder Baumheide wurden an Stelle der herkömmlichen Statuen oder Gartenlauben verwendet. Als Wege und Stufen dienen Betonplatten, die der Gatte nach ihrer Anweisung in Heimarbeit fertigte. Chatto legte besonderen Wert auf Unterschiede im Blattwerk und nutzte Pflanzen mit großen Blättern als Akzentpflanzen. Der Wechsel im Blattwerk sei eine Erholung für Augen und Verstand. Der häufige Einsatz panaschierter Varietäten in den Gärten zerstört gezielt jeden Eindruck von Naturnähe, der Besucher ist sich jederzeit bewusst, in einem Schaugarten zu sein.
Als Gestaltungsprinzip verwendete Chatto  gerne das Dreieck, wie sie es beim Blumenarrangieren nach den Regeln des japanischen Ikebana gelernt hatte. Sie warnte, dass ein Mangel an Prinzipien im Garten, wie auch anderswo, Chaos hervorrufe.
Farbe war für Chatto in der Gartengestaltung weniger wichtig, sie betonte, dass Farbenschemata sich oft von selbst einstellten. Insgesamt bevorzugte sie jedoch traditionelle, „zarte“ Farbkombinationen und Pflanzen mit silbergrauen Blättern. Doch stellte sie zum Beispiel auch Rosa und Gelb zusammen, zum Entsetzen von Christopher Lloyd. Bei der Anlage einer Rabatte achtete sie zuallererst auf die angemessene Umwelt, dann auf die Form und Blätter der Pflanzen. Erst danach kamen die Blüten. Die Grundbepflanzung einer Rabatte konnte dann mit einjährigen Pflanzen, Kräutern und bedingt winterharten Pflanzen aufgelockert werden, um bestimmte Farben zu wiederholen oder zu betonen. Aber auch eine selbst ausgesäte Pflanze konnte ein Schema auflockern. Insgesamt komme es immer auf den richtigen Maßstab an. Um einen „ice-cream soda“-Effekt zu vermeiden, setzt sie Pflanzen mit großen Blättern zwischen solche mit vielen bunten Blüten.
Als Lieblingspflanze nennt Chatto die Echte Zaunwinde. Typisch für ihren Stil sind auch orientalische Nieswurzen, Wolfsmilchgewächse wie Palisaden-Wolfsmilch, Geranien und Zierlauch.

### Einflüsse
Der exzentrische Pflanzensammler und Künstler Cedric Morris beeinflusste Chatto sehr; die Pflanzen seiner Sammlung bildeten den Grundstock ihrer Gärtnerei. Als weiteren Einfluss nannte sie den Gärtner Graham Stuart Thomas, der die Sunningdale Nursery in Surrey betrieb Weitere Pflanzen erhielt sie in den 1970er Jahren von der „Iris-Gräfin“ Helene von Stein-Zeppelin im Meierhof in Laufen. Sie war erstaunt, hier so viele Pflanzen vorzufinden, die ihr aus England gänzlich unbekannt waren. Später bezog sie Pflanzen aus der Gärtnerei Ewald Hügin im Norden Freiburgs, die auf trockenheitsresistente Pflanzen spezialisiert ist.

### Breitenwirkung
Chatto stellte ihre Pflanzen in den Ausstellungen der Royal Horticultural Society in Westminster, seit 1976 auf der Chelsea Flower Show vor, wo sie zwischen 1977 and 1987 zehn Goldmedaillen gewann. Neuartig war, dass sie auch nicht durch Zucht modifizierte Pflanzen zeigte und ihre Ausstellung nach ökologischen Kriterien anordnete.
Der Erfolg von Chatto hat die von ihr vermarkteten Pflanzen sehr populär gemacht, sodass sie in Großbritannien inzwischen in vielen Hausgärten zu finden sind und den Neuheitswert, den sie in den 1980er Jahren besaßen, rasch eingebüßt haben.
2008 widmete das Garten-Museum in Lambeth Chatto eine Ausstellung. Chatto begründete auch eine Stiftung.

## Werke
- The Dry Garden. London, Orion 1977.
- The Damp Garden 1982 (Neue illustrierte Ausgabe 2004).
- Plant Portraits 1985.
- The Beth Chatto Garden Notebook, 1988.
- The Green Tapestry, Perennial Plants for the Garden. Harper Collins 1990.
- Dear Friend and Gardener, letters exchanged between Beth Chatto and Christopher Lloyd, 1998. Dt.  Dear Friend and Gardener! Ein Briefwechsel über das Leben, das Gärtnern und die Freundschaft. Briefwechsel mit Christopher Lloyd. Übersetzt von Christoph Gurlitt und Maria Gurlitt-Sartori. Gütersloh: Bertelsmann 2013. ISBN 978-3-421-03887-6
- Beth Chatto's Gravel Garden: Drought-resistant Planting Through the Year. London, Frances Lincoln 2000. Neuauflage als Drought resistant Planting (Photographien Steven Wooster). London, Frances Lincoln 2016. ISBN 978-0-7112-1425-5
- Beth Chatto's Woodland Garden, Shade-Loving Plants for Year-Round Interest (Photographie Steven Wooster) Cassell 2002, ISBN 978-0-304-36366-7 (Neuauflage als Beth Chatto’s Shade Garden, 2008). Dt. Schattengarten: Die Pflanzen, die Jahreszeiten, die Stimmungen.  Übersetzt von Stefan Leppert. Frankfurt, Deutsche Verlagsanstalt  2011. ISBN 978-3-421-03808-1

- Ein Leben für den Garten. ISBN 978-3-86244-119-8 (Autor?)

## Auszeichnungen
- 1987: Victoria Medal of Honour der Royal Horticultural Society
- 1987: Ehrendoktor der University of Essex
- 2002: Order of the British Empire (OBE)